# Louis Dufour (hockey sur glace, 1901)
Pour les articles homonymes, voir Louis Dufour.
Louis Dufour (né le 26 juillet 1901 aux Avants et mort me 26 octobre 1982 à Genève,) est un joueur professionnel suisse de hockey sur glace.
Il est le fils de Louis Dufour, ; père et fils participent ensemble aux Jeux olympiques de 1920,.

## Carrière
Louis Dufour joue d'abord au HC Les Avants et pendant la première Guerre mondiale au HC Bellerive Vevey. En 1919, il s'installe au HC Rosey Gstaad, où il est actif jusqu'en 1931, où il remporte le championnat suisse en 1921, 1924 et 1925,.
En 1931, il s'installe à Paris et y reste jusqu'en 1937 pour le Racing Club de France, le Paris City Team, le Canadiens de Paris et le CSH Paris,,.
Louis Dufour participe avec l'équipe nationale aux Jeux olympiques de 1920 à Anvers,, et aux Jeux olympiques de 1928 à Saint-Moritz,, où la Suisse remporte la médaille de bronze,. Il est présent également aux Jeux olympiques de 1924 sans y jouer un match. Il prend part également aux championnats d'Europe 1924 et 1925, où la Suisse remporte chaque fois la médaille de bronze. Au Championnat d'Europe 1926, il est champion.
Lorsqu'il vient à Paris, il est aussi étudiant en théologie. En 1931, il ouvre une école de hockey sur glace et a près de 300 élèves. Après sa retraite, il devient entraîneur,.